# 911 (сериал)
„911“ е американски сериал, който дебютира на 3 януари 2018 г. по Fox.

## Актьорски състав
- Анджела Басет – Атина Грант
- Питър Крауз – Робърт „Боби“ Наш
- Оливър Старк – Евън „Бък“ Бъкли
- Аиша Хиндс – Хенриета „Хен“ Уилсън
- Кенет Чой – Хауи „Чимней“ Хан
- Рокмънд Дънбар – Майкъл Грант
- Кони Бритън – Абигейл „Аби“ Кларк (сезон 1)
- Дженифър Лав Хюит – Мади Бъкли Кендъл (сезон 2)
- Райън Гузман – Едмундо „Еди“ Диас (сезон 2)
- Корин Масия – Май Грант (сезон 2)
- Маркантоний Джон Рийс – Хари Грант (сезон 2)

## „911“ в България
В България сериалът започва през 2018 г. по Fox. Дублажът е на Доли Медия Студио. На 15 март 2023 г. започва шести сезон, всяка сряда от 22:00. Ролите се озвучават от артистите Татяна Захова, Петя Абаджиева, Васил Бинев, Виктор Танев и Станислав Димитров. В четвърти сезон Виктор Танев е заместен от Росен Русев.